# スーパーラグビー・ウィメンズ
スーパーラグビー・ウィメンズ（Super Rugby Women's, Super W）は、オーストラリアラグビー協会が主催するラグビーユニオンの女子プロクラブ大会である。
2025年は、男子大会「スーパーラグビー・パシフィック」と同じく SMARTECH Business Systemsがタイトルスポンサーになり、「SMARTECH Super Rugby Women's」「SMARTECH Super Rugby W」ともいう。

## 概要
- 1  フィジアン・ドゥルア
- 2  クイーンズランド・レッズ
- 3  ニューサウスウェールズ・ワラターズ
- 4  ACTブランビーズ
- 5  ウェスタン・フォース

2018年から2021年まではアマチュア大会として開催した。建設会社Buildcorpがタイトルスポンサーになり「Buildcorp Super W」とも呼ばれた。
西オーストラリア州のウェスタン・フォースが参加しない2019年・2020年には、西オーストラリアラグビー協会の選抜チーム「ラグビーWA」が出場した。
2022年、ニュージーランドに女子プロクラブ大会「スーパーラグビー・アウピキ」が新設され、スーパーラグビー・ウィメンズもプロ大会となった。同年から、フィジーの「フィジアン・ドゥルア」女子チームが参入。
2025年から、男子大会「スーパーラグビー・パシフィック」と同じくSMARTECH Business Systemsがタイトルスポンサーになり、「SMARTECH Super Rugby Women's」「SMARTECH Super Rugby W」とも呼ばれる。
同2025年から、ニュージーランド「スーパーラグビー・アウピキ」の優勝チームと、スーパーラグビー・ウィメンズの優勝チームが対戦する「スーパーラグビー・チャンピオンズ・ファイナル（Super Rugby Champions Final）」が加わった。

## 出場チーム
2025年大会は、以下の5チームが出場している。
| チーム名                                                    | 参入年 | 本拠地     | 国/州                                           | ホームグラウンド                   | 備考 |
| ----------------------------------------------------------- | ------ | ---------- | ----------------------------------------------- | ---------------------------------- | ---- |
| フィジアン・ドゥルア Fijian Drua                            | 2022   | スバ       | フィジー レワ州                                 | HFCバンクスタジアム                |      |
| クイーンズランド・レッズ Queensland Reds                    | 2018   | ブリスベン | オーストラリア クイーンズランド州               | サンコープ・スタジアム             |      |
| ニューサウスウェールズ・ワラターズ New South Wales Waratahs | 2018   | シドニー   | オーストラリア ニューサウスウェールズ州         | シドニー・フットボール・スタジアム |      |
| ACTブランビーズ ACT Brumbies                                | 2018   | キャンベラ | オーストラリア オーストラリア首都特別地域 (ACT) | キャンベラ・スタジアム             |      |
| ウェスタン・フォース Western Force                          | 2018   | パース     | オーストラリア 西オーストラリア州               | HBFパーク                          |      |

### 出場履歴
これまでの出場チーム（●印）は以下のとおり。西暦は下2ケタ表示。
| チーム名                                                    | 本拠地                                  | 国・州                                  | 18 | 19 | 20 | 21 | 22 | 23 | 24 | 25 | 26 | 備考            |
| ----------------------------------------------------------- | --------------------------------------- | --------------------------------------- | -- | -- | -- | -- | -- | -- | -- | -- | -- | --------------- |
| フィジアン・ドゥルア Fijian Drua                            | スバ                                    | レワ州                                  |    |    |    |    | ●  | ●  | ●  | ●  |    |                 |
| クイーンズランド・レッズ Queensland Reds                    | ブリスベン                              | クイーンズランド州                      | ●  | ●  | ●  | ●  | ●  | ●  | ●  | ●  |    |                 |
| ニューサウスウェールズ・ワラターズ New South Wales Waratahs | シドニー                                | ニューサウスウェールズ州                | ●  | ●  | ●  | ●  | ●  | ●  | ●  | ●  |    |                 |
| ACTブランビーズ ACT Brumbies                                | キャンベラ                              | オーストラリア首都特別地域              | ●  | ●  | ●  | ●  | ●  | ●  | ●  | ●  |    |                 |
| ウェスタン・フォース Western Force                          | パース                                  | 西オーストラリア州                      | ●  |    |    | ●  | ●  | ●  | ●  | ●  |    |                 |
| ラグビーWA Rugby WA                                         | 西オーストラリアラグビー協会 選抜チーム | 西オーストラリアラグビー協会 選抜チーム |    | ●  | ●  |    |    |    |    |    |    |                 |
| メルボルン・レベルズ Melbourne Rebels                       | メルボルン                              | ビクトリア州                            | ●  | ●  | ●  | ●  | ●  | ●  | ●  |    |    | 2024年 活動休止 |
| プレジデンツ・フィフティーン President's XV                 | オーストラリアラグビー協会 選抜チーム   | オーストラリアラグビー協会 選抜チーム   |    |    |    | ●  |    |    |    |    |    |                 |
| 出場チーム数                                                | 出場チーム数                            | 出場チーム数                            | 5  | 5  | 5  | 6  | 6  | 6  | 6  | 5  |    |                 |

## 歴史
2018年、アマチュア大会として創立。5チームによる総当たり戦の後、上位2チームによる決勝戦を行った。
2020年は、新型コロナウイルス感染症の世界的流行の影響を受けて、決勝戦は延期の後、中止となった。勝者は総当たり戦の勝ち点で決定した。翌2021年は、各チーム4試合で優勝まで決まるよう、プール分けと決勝戦が行われた。
2022年、選手への報酬を認める「プロ大会」へ変更。6チームによる総当たり戦の後、上位3チームによる決勝トーナメントを行う。新たに参入したフィジーが優勝した。ニュージーランドでは同様の女子大会「スーパーラグビー・アウピキ（Super Rugby Aupiki）」が始まった。
2023年は、6チームによる総当たり戦の後、上位4チームによる決勝トーナメントを実施。
メルボルン・レベルズは、財政難のため2024年シーズンをもって活動休止。これにより2025年は1チーム減り、5チームで総当たり戦の後、上位4チームで決勝トーナメントを実施した。
2025年の優勝チームは、ニュージーランドで行われている「スーパーラグビー・アウピキ（Super Rugby Aupiki）」の優勝チームと、「スーパーラグビー・チャンピオンズ・ファイナル（Super Rugby Champions Final）」で対戦し、ニュージーランドのブルーズ・ウィメンが初代王者となった。

## 結果
| 大会 | スーパーラグビー・ウィメンズ | スーパーラグビー・ウィメンズ | スーパーラグビー・ウィメンズ |      | スーパーラグビー・ チャンピオンズ・ファイナル | スーパーラグビー・ チャンピオンズ・ファイナル | スーパーラグビー・ チャンピオンズ・ファイナル |  | 備考                 |
| 大会 | 優勝                         | 決勝戦 スコア                | 準優勝                       | 優勝 | スコア                                        | 準優勝                                        |                                               |  | 備考                 |
| ---- | ---------------------------- | ---------------------------- | ---------------------------- | ---- | --------------------------------------------- | --------------------------------------------- | --------------------------------------------- |  | -------------------- |
| 2018 | NSWワラターズ                | 16-13                        | クイーンズランド・レッズ     |      |                                               |                                               |                                               |  | [ 13 ]               |
| 2019 | NSWワラターズ                | 8-5                          | クイーンズランド・レッズ     |      |                                               |                                               |                                               |  | [ 27 ]               |
| 2020 | NSWワラターズ                | 勝ち点で決定                 | クイーンズランド・レッズ     |      |                                               |                                               |                                               |  | [ 14 ] [ 15 ] [ 16 ] |
| 2021 | NSWワラターズ                | 45-12                        | クイーンズランド・レッズ     |      |                                               |                                               |                                               |  | [ 17 ] [ 18 ]        |
| 2022 | フィジアン・ドゥルア         | 32-26                        | NSWワラターズ                |      |                                               |                                               |                                               |  | [ 28 ] [ 29 ] [ 30 ] |
| 2023 | フィジアン・ドゥルア         | 38-30                        | クイーンズランド・レッズ     |      |                                               |                                               |                                               |  | [ 31 ]               |
| 2024 | NSWワラターズ                | 50-14                        | フィジアン・ドゥルア         |      |                                               |                                               |                                               |  | [ 32 ]               |
| 2025 | NSWワラターズ                | 43-21                        | クイーンズランド・レッズ     |      | ブルーズ・ウィメン                            | 36-5                                          | NSWワラターズ                                 |  | [ 33 ] [ 34 ] [ 26 ] |